# Кен Томпсън
Кѐнет Лейн То̀мпсън (на английски: Kenneth Lane Thompson), популярен просто като Кен (на английски: ken, често изписвано именно с малка буква, по аналогия с потребителско име или имейл адрес) в средите на хакерите, е изтъкнат американски пионер в областта на компютърните науки.
Томпсън е известен преди всичко като един от създателите на операционната система Unix в сътрудничество с Денис Ричи, Браян Керниган и други изследователи в компанията Bell Labs, по това време подразделение на AT&T. Той също е основен разработчик на езика за програмиране B, впоследствие послужил като основа за езика C. Томпсън е и един от главните проектанти и разработчици на операционната система Plan 9, която е последващо развитие на концепциите, заложени в Unix.
Други съществени приноси на Томпсън са работата му върху регулярните изрази и някои от ранните текстови редактори, като QED и ed (последният все още е стандартен компонент в различните Unix, Линукс и BSD системи), разработките в областта на ендшпилните таблици, както и компютърният шах Belle.
Заедно с Роб Пайк Томпсън проектира кодировката UTF-8, която днес се използва изключително широко в компютърните системи и Интернет, а в сътрудничество също с Робърт Гриземер след 2007 г. работи върху новия език за програмиране Go на Google, чиято първа бета версия излиза през 2009.

## Първите операционни системи
В края на 1960 г. Кен Томпсън се включва в изследователския екип на Bell Laboratories, които са развойното подразделение на американската корпорация АТТ. Той и неговите колеги в сътрудничество с MIT и GE работят по проект за създаване на многопотребителска/многозадачна операционна система под работното наименование MULTICS. Крайният продукт се оказва твърде бавен и прекалено голям, поради което Bell Lab's оставя екипа без необходимите средства. След като се появява PDP-7 компютърът, Томпсън пренаписва програмата за симулиране на планетарното движение, преди това реализирана върху GE. В същото време, той експериментира с много от концепциите, залегнали в MULTICS. Написва голям брой поддържащи програми, както и програмата за централно управление на ресурсите – ядрото (англ. kernel). Идеята за йерархичното разпределение на файловете за пръв път е реализирана от него. Готовата система нарича UNIX, защото е еднопотребителска – като антипод на MULTICS.
Операционната система на Томпсън намира разпространение сред колегите му от научния департамент на Bell lab's, защото прави разработката на софтуер по-лесна от всякога. Постепенно са добавени нови приложения, което позволило на групата да си осигури PDP-11 – по-нова и мощна система. 16-битовата PDP-11 става де факто втората хардуерна платформа за UNIX реализацията. Благодарение на хардуерното управление на паметта са добавени многопотребителски приложения. С това UNIX става първата многопотребителска операционна система в света.

## Награди
През 1983 г. на Томпсън и Денис Ричи е присъдена престижната Награда „Тюринг“ за изключителните им приноси в областта на компютърните науки. Отново съвместно, през 1999 г. двамата са наградени с американския Национален медал в областта на технологиите и иновациите.